# Тиберий Плавтий Сильван Элиан

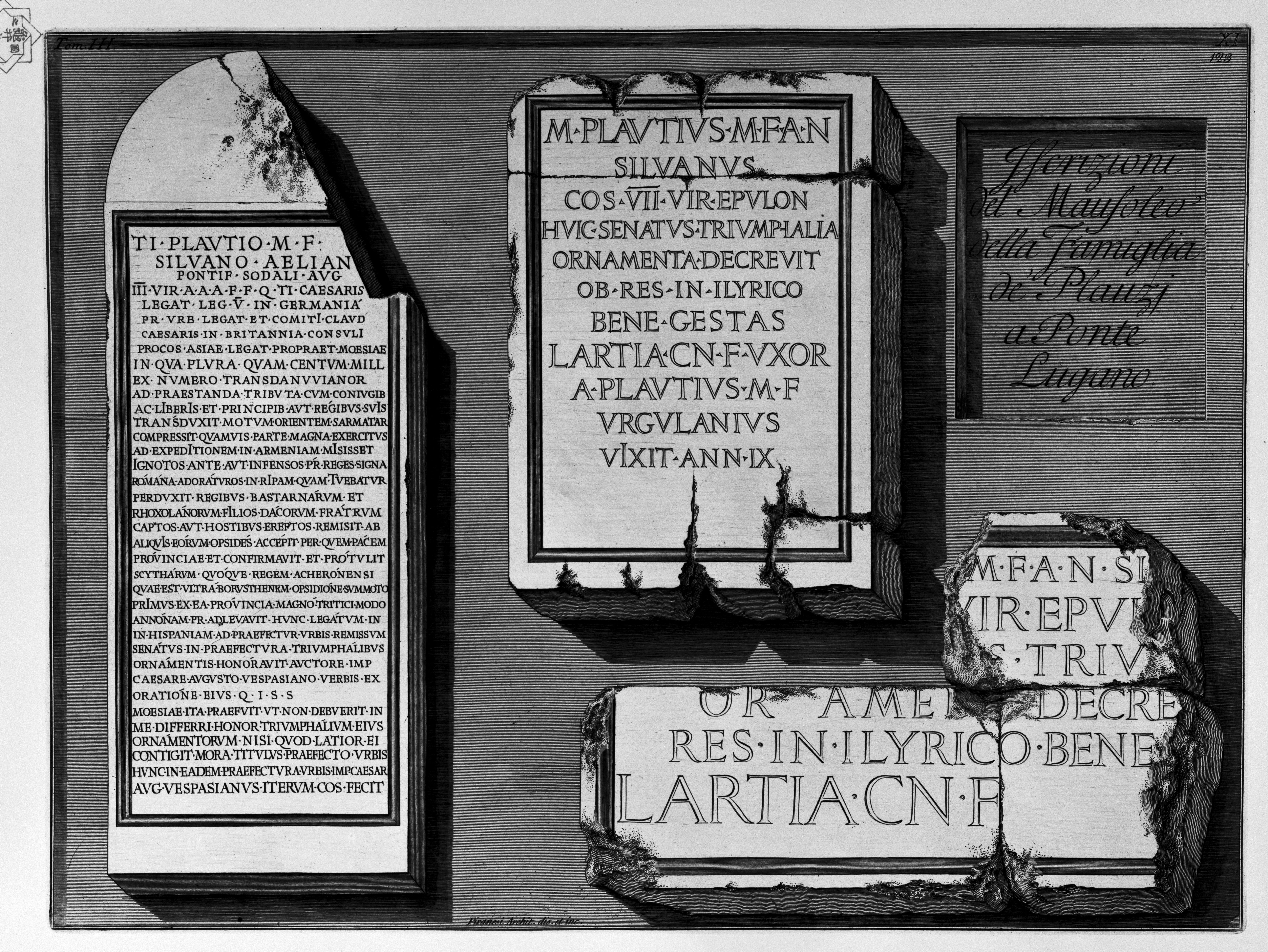
Римские погребальные надписи, воспроизведенные на гравюре Пиранези, из родовой могилы Плавтиев в Тиволи. Надпись CIL XIV, 3608 = AE 1956, 208 относится к Тиберию Плавтию Сильвану Элиану и его деяниям

Тиберий Плавтий Сильван Элиан (лат. Tiberius Plautius Silvanus Aelianus) — римский политический деятель I века.
Элиан, вероятно, родился в 11 году. По всей видимости, его биологическим отцом был ординарный консул 3 года Луций Элий Ламия, а приёмным — претор 24 года Марк Плавтий Сильван. О карьере Элиана известно из надписи на могиле, расположенной в мавзолее Плавтиев в Тибуре. В 35 году он был монетным триумвиром. Около 36 года Элиан находился на посту квестора императора Тиберия. Между 39 и 40 годом он занимал должность легата V легиона Жаворонков. Предположительно, в 42 году Элиан был городским претором. В 43/44 году он участвовал в качестве легата в завоевании Британии. В 45 году Тиберий занимал должность консула-суффекта.
Приблизительно в 47/48 году он был возведен в патрицианское сословие. После этого Элиан долгое время не занимал никаких должностей. Причина этого неизвестна. Между 55 и 56 годом он был некоторое время управлял провинцией Азия в ранге проконсула. С 61 по 66 год Элиан находился на посту легата пропретора Мёзии. 
Он совершил поход силами VII Клавдиева и VIII Августова легионов в Северное Причерноморье для того, чтобы оказать помощь Херсонесу в борьбе против скифов и сарматов. 
После Великого пожара в Риме отправил мёзийское зерно в столицу для обеспечения продовольствием тамошнего населения.
Только лишь во время правление Веспасиана Сильван сумел получить триумф за свою военную деятельность. Также в 70 году он вместо императора в качестве понтифика возглавлял празднование работ по восстановлению храма Юпитера Капитолийского. В 70/71—73 годах Элиан находился на посту легата пропретора провинции Тарраконская Испания. Возможно, около 72 года он был префектом Рима. В 74 году Элиан второй раз занимал должность консула-суффекта. Он скончался в период до 79 года.
Возможно, его сыном был консул-суффект 80 года Луций Элий Ламия Плавтий Элиан.